# Hugo Hinckfuss
Hugo Hinckfuss (ur. 6 marca 2003 w Brisbane) – australijski biegacz narciarski, olimpijczyk z Pekinu 2022.

## Życie prywatne
Wychował się i mieszka w Cammeray (Sydney). Studiuje na Australijskim Uniwersytecie Narodowym.

## Udział w zawodach międzynarodowych
| Impreza                        | Rok  | Gospodarz | Konkurencja          | Miejsce |                      |      |       |                   |     |
| ------------------------------ | ---- | --------- | -------------------- | ------- | -------------------- | ---- | ----- | ----------------- | --- |
| Impreza                        | Rok  | Gospodarz | Konkurencja          | Miejsce | Igrzyska olimpijskie | 2022 | Pekin | bieg indywidualny | 81. |
| sprint                         | 61.  |           |                      |         | Igrzyska olimpijskie | 2022 | Pekin |                   |     |
| Mistrzostwa świata juniorów    | 2022 | Lygna     | 10 km st. klasycznym | 30.     |                      |      |       |                   |     |
| Mistrzostwa świata juniorów    | 2022 | Lygna     | 30 km st. dowolnym   | 27.     |                      |      |       |                   |     |
| Mistrzostwa świata juniorów    | 2022 | Lygna     | sprint               | 47.     |                      |      |       |                   |     |
| Igrzyska olimpijskie młodzieży | 2020 | Lozanna   | bieg indywidualny    | 50.     |                      |      |       |                   |     |
| Igrzyska olimpijskie młodzieży | 2020 | Lozanna   | cross                | 52.     |                      |      |       |                   |     |
| Igrzyska olimpijskie młodzieży | 2020 | Lozanna   | sprint               | 64.     |                      |      |       |                   |     |